# Guerra de Mocorón
La guerra de Mocorón fue una campaña militar iniciada por el gobierno nicaragüense, entonces encabezado por el presidente Luis Somoza, en contra de la vecina república de Honduras.

## Causas
Tras la salida del dictador Anastasio Somoza se sentía un descontento social en Nicaragua, lo cual fue una de las principales preocupaciones del gobierno de Luis Somoza. Somoza, presidente interino desde el 29 de septiembre de 1956 y pleno a partir del 3 de febrero de 1957, buscaba apaciguar este descontento a través de un acto que inspirase nacionalismo en la población nicaragüense. El mandatario nicaragüense encontró la coartada al rechazar el Laudo Arbitral del Rey Alfonso XIII de España del 23 de diciembre de 1906 firmado por ambos países para establecer sus fronteras.

## Inicios y operaciones
Antes del estallido de la guerra, los militares hondureños estaban modernizado el ejército, estos compraron tres Corsarios F4U-5N, uno de los aviones que había sido operativo de la Segunda Guerra Mundial. El 7 de marzo de 1957, la Junta Militar de Honduras envió tropas del campamento de Ahuas hasta la aldea de Mocorón, cercana a la frontera con Nicaragua. El gobierno de Luis Somoza trató de que la OEA detuviera ese movimiento de tropas, pero no lo logró. En respuesta, Somoza mandó 100 soldados de las tropas elites de la Guardia Nacional que ocuparon dicha aldea.
Las autoridades de Honduras hicieron sonar las alarmas al denunciar que tropas nicaragüenses habían invadido el territorio de Honduras. Igual denuncia, pero en sentido contrario, hizo Luis Somoza el 1 de febrero, y su primer acto de gobierno fue declarar la guerra a Honduras. En su discurso de toma de posesión, Luis Somoza dijo lo siguiente:

“Mi corazón estaba emocionado al saber que venía a cumplir con un mandato constitucional, pero cuando me encontraba en las puertas de Casa Presidencial, listo para abordar el automóvil, recibí la triste noticia de que fuerzas hondureñas, invadiendo territorio nacional, ultimaron a treinta y cinco guardias nacionales. Francamente si la Patria reclama mi presencia en el campo de batalla allí estaré yo, dispuesto a ofrendar mi vida en aras de Nicaragua”.

El 27 de abril de 1957 el gobierno de Honduras envió un contingente de 75 soldados al mando del Capitán, Arnaldo Gómez Alas y del Subteniente Efraín Sanabria Rubio, a recuperar Morocón. El 30 de abril de 1957, los soldados hondureños rodearon a los nicaragüenses, y después de una corta batalla, lograron desalojarlos. Un papel clave jugaron los recién adquiridos aviones de la Fuera Área de Honduras (FAH). Según los reportes periodísticos de la época, hubo dos soldados hondureños muertos: el Sargento Longino Sánchez Díaz y el cabo Gregorio Hernández, resultó herido el Sargento José Ovidio Palacios.
Nunca se pudo confirmar la muerte de 35 soldados nicaragüenses a manos de los Hondureños. Se habla de una guerra de 23 días, del 1 al 23 de mayo, aunque se dice que solo hubo un combate en donde ambos ejércitos intercambiaron fuego, dando como exultado el bando hondureño como vencedor de dicha contienda.

## Consecuencias
- El nacionalismo reaccionario estalló en Honduras y Nicaragua. Las radios, principal medio de comunicación, exacerbaban los ánimos de guerra. Se alistaron voluntarios para ir a la guerra en la frontera
- Destrucción de la embajada Hondureña en Managua
- Victoria del bando Hondureño
- Huida de las tropas nicaragüenses de territorios Hondureño